# Сан-Домингус-ду-Арагуая

Сан-Домингус-ду-Арагуая на карте штата.

Сан-Домингус-ду-Арагуая (порт. São Domingos do Araguaia) — муниципалитет в Бразилии, входит в штат Пара. Составная часть мезорегиона Юго-восток штата Пара. Входит в экономико-статистический микрорегион Мараба. Население составляет 23 130 человек на 2010 год. Занимает площадь 1392,464 км². Плотность населения — 16,61 чел./км².

## Демография
Согласно сведениям, собранным в ходе переписи 2010 г. Национальным институтом географии и статистики (IBGE), население муниципалитета составляет:
| Полное население                               | Полное население                               | Полное население                               | Полное население                               | 23 130 |
| ---------------------------------------------- | ---------------------------------------------- | ---------------------------------------------- | ---------------------------------------------- | ------ |
| в том числе:                                   | Городское население                            | 15 254                                         | Процент городского населения, %                | 65,95  |
|                                                | Сельское население                             | 7876                                           | Процент сельского населения, %                 | 34,05  |
|                                                | Мужское население                              | 11 901                                         | Процент мужского населения, %                  | 51,45  |
|                                                | Женское население                              | 11 229                                         | Процент женского населения, %                  | 48,55  |
| Плотность населения, чел/км²                   | Плотность населения, чел/км²                   | Плотность населения, чел/км²                   | Плотность населения, чел/км²                   | 16,61  |
| Население муниципалитета в % к населению штата | Население муниципалитета в % к населению штата | Население муниципалитета в % к населению штата | Население муниципалитета в % к населению штата | 0,31   |

По данным оценки 2015 года, население муниципалитета составляет 24 451 жителя.

## Статистика
- Валовой внутренний продукт на 2003 год составляет 64 359 192,00 реалов (данные: Бразильский институт географии и статистики).
- Валовой внутренний продукт на душу населения на 2003 год составляет 2886,97 реалов (данные: Бразильский институт географии и статистики).
- Индекс развития человеческого потенциала на 2000 год составляет 0,671 (данные: Программа развития ООН).

## Важнейшие населенные пункты
| № | Населённый пункт        | Населённый пункт (порт.) | Категория | Население чел. (2010) | На карте                       |
| - | ----------------------- | ------------------------ | --------- | --------------------- | ------------------------------ |
| 1 | Сан-Домингус-ду-Арагуая | São Domingos do Araguaia | город     | 15 254                | 5°32′54″ ю. ш. 48°43′51″ з. д. |
| 2 | Вила-Сантана            | Vila Santana             | поселок   | 666                   | 5°34′07″ ю. ш. 48°32′34″ з. д. |
| 3 | Вила-Назаре             | Vila Nazaré              | поселок   | 541                   | 5°30′13″ ю. ш. 48°44′10″ з. д. |
| 4 | Сан-Жозе                | São José                 | поселок   | 511                   | 5°37′23″ ю. ш. 48°42′45″ з. д. |
| 5 | Вила-Диаманти           | Vila Diamante            | поселок   | 397                   | 5°28′23″ ю. ш. 48°48′09″ з. д. |
| 6 | Сан-Бенедиту            | São Benedito             | поселок   | 303                   | 5°37′59″ ю. ш. 48°54′34″ з. д. |